# Sutterhöjden
Sutterhöjden är en småort i Nyeds socken i Karlstads kommun, Värmlands län.